# جولييت كيلي
جولييت كيلي (بالإنجليزية: Juliet Kelly)‏ هي عازفة جاز بريطانية، ولدت في 6 مايو 1970.

## وصلات خارجية
- جولييت كيلي على موقع ميوزك برينز (الإنجليزية)
- جولييت كيلي على موقع أول ميوزيك (الإنجليزية)
- جولييت كيلي على موقع ديسكوغز (الإنجليزية)